# Grallariidae
Famille
Les Grallariidae sont une famille de passereaux constituée de quatre genres et d'une cinquantaine espèces de grallaires. Ces espèces étaient auparavant classées dans la famille des Formicariidae. En septembre 2021, il est démontré que le nom correct pour désigner la famille devrait être Myrmotheridae en raison du principe de priorité.

## Taxons subordonnés
D'après la classification de référence du Congrès ornithologique international :

### Liste des genres
- Grallaria Vieillot, 1816 — 47 espèces
- Cryptopezus (Pinto, 1937) — 1 espèce
- Hylopezus Ridgway, 1909 — 6 espèces
- Myrmothera Vieillot, 1816 — 6 espèces
- Grallaricula P.L. Sclater, 1858 — 10 espèces

### Liste des espèces
D'après la classification de référence du Congrès ornithologique international (version 5.2, 2015) :
- Grallaria squamigera – Grallaire ondée
- Grallaria gigantea – Grallaire géante
- Grallaria excelsa – Grande Grallaire
- Grallaria varia – Grallaire roi
- Grallaria alleni – Grallaire à moustaches
- Grallaria guatimalensis – Grallaire écaillée
- Grallaria chthonia – Grallaire du Tachira
- Grallaria haplonota – Grallaire à dos uni
- Grallaria dignissima – Grallaire flammée
- Grallaria eludens – Grallaire secrète
- Grallaria ruficapilla – Grallaire à tête rousse
- Grallaria watkinsi – Grallaire de Watkins
- Grallaria bangsi – Grallaire des Santa Marta
- Grallaria kaestneri – Grallaire de Kaestner
- Grallaria andicolus – Grallaire des Andes
- Grallaria griseonucha – Grallaire à nuque grise
- Grallaria rufocinerea – Grallaire bicolore
- Grallaria ridgelyi – Grallaire de Ridgely
- Grallaria nuchalis – Grallaire à nuque rousse
- Grallaria carrikeri – Grallaire de Carriker
- Grallaria albigula – Grallaire à gorge blanche
- Grallaria flavotincta – Grallaire à poitrine jaune
- Grallaria hypoleuca – Grallaire à ventre blanc
- Grallaria przewalskii – Grallaire de Przewalski
- Grallaria capitalis – Grallaire châtaine
- Grallaria erythroleuca – Grallaire de Cuzco
- Grallaria rufula – Grallaire rousse
- Grallaria blakei – Grallaire de Blake
- Grallaria quitensis – Grallaire de Quito
- Grallaria milleri – Grallaire ceinturée
- Grallaria urraoensis – Grallaire d'Urrao
- Grallaria erythrotis – Grallaire masquée
- Hylopezus perspicillatus – Grallaire à lunettes
- Hylopezus macularius – Grallaire tachetée
- Hylopezus paraensis – Grallaire du Para
- Hylopezus whittakeri – Grallaire de Whittaker
- Hylopezus auricularis – Grallaire oreillarde
- Hylopezus dives – Grallaire buissonnière
- Hylopezus fulviventris – Grallaire à ventre fauve
- Hylopezus berlepschi – Grallaire d'Amazonie
- Hylopezus ochroleucus – Grallaire teguy
- Hylopezus nattereri – Grallaire de Natterer
- Myrmothera campanisona – Grallaire grand-beffroi
- Myrmothera simplex – Grallaire sobre
- Grallaricula flavirostris – Grallaire ocrée
- Grallaricula loricata – Grallaire maillée
- Grallaricula cucullata – Grallaire à capuchon
- Grallaricula peruviana – Grallaire du Pérou
- Grallaricula ochraceifrons – Grallaire à front ocre
- Grallaricula ferrugineipectus – Grallaire à poitrine rousse
- Grallaricula nana – Grallaire naine
- Grallaricula cumanensis – Grallaire d'Anzoátegui
- Grallaricula lineifrons – Grallaire demi-lune